# Triomino

Toate triominourile posibile

În geometrie un triomino sau tromino este un poliomino de gradul 3, adică un poligon în plan format din trei pătrate de dimensiuni egale conectate latură la latură.

## Simetrie și enumerare
Când rotațiile și reflexiile nu sunt considerate a fi forme distincte, există doar două triominouri libere diferite: „I” și „L” (forma „L” se mai numește și „V”).
Deoarece ambele triominouri libere au simetrie de reflexie, ele sunt, de asemenea, singurele două triominouri „unilaterale” (triominouri cu reflexii considerate distincte). Când rotațiile sunt, de asemenea, considerate distincte, există șase triominouri fixe: două forme I și patru L. Ele pot fi obținute prin rotirea formelor de mai sus cu 90°, 180° și 270°.

## Rep-dală și teorema triomino a lui Golomb

Divizarea geometrică a unui L-triomino (rep-4)

Ambele tipuri de triomino pot fi divizate în n2 triominouri mai mici de același tip, pentru orice număr întreg n > 1. Adică sunt rep-dale. Continuarea acestei divizări recursiv duce la o pavare a planului, care în multe cazuri este o pavare aperiodică⁠(d). În acest context, L-triomino se numește scaun, iar pavarea cu el prin subdivizare recursivă în patru L-triomino-uri mai mici se numește pavare scaun (în engleză chair tiling).
Motivat de problema tablei de șah ciuntite⁠(d), Solomon W. Golomb a folosit această pavare ca bază pentru ceea ce a devenit cunoscut sub numele de „teorema triomino a lui Golomb”: dacă orice pătrat este îndepărtat dintr-o tablă de șah 2n × 2n, tabla rămasă poate fi acoperită complet cu L-triominouri. Pentru a demonstra acest lucru prin inducție matematică, se divide placa în sferturi de dimensiunea 2n−1 × 2n−1  care conțin pătratul îndepărtat și un triomino mare format din celelalte trei sferturi. Triominoul poate fi divizat recursiv în triominouri unitate, iar o diviziune a sfertului cu un pătrat îndepărtat urmează ipoteza inducției. Prin contrast, atunci când o tablă de șah de această dimensiune are un pătrat îndepărtat, nu este întotdeauna posibil să se acopere pătratele rămase cu I-triominouri.